# リロイ・ランシング・ジェーンズ
リロイ・ランシング・ジェーンズ（Leroy Lansing Janes、1838年3月27日 - 1909年3月27日）は、アメリカ陸軍の軍人。退役後は日本で熊本洋学校を設立し、熊本バンドの礎を築いた。L.L.ジェーンズと表記されるのが一般的である。明治時代日本では善斯（ゼンス）と呼ばれた。また、L.L.ジェインズとも表記される。

## 人物・来歴
1838年（1837年とも）アメリカオハイオ州に生まれる。米陸軍士官学校を卒業して、南北戦争で北軍少尉として従軍する。最終階級は砲兵大尉。
戦後、ニューヨークのスカッダー家の女性であるハリエット・スカッダー(Harrriet Scudder)と結婚する。スカッダー家はアメリカ・オランダ改革派教会の伝道組織アメリカン・ボードの医療宣教で知られた一族で、とくにインドでの活動で知られていた。
結婚後の1871年8月、アメリカ・オランダ改革派教会宣教師のグイド・フルベッキの斡旋で来日して、陸軍士官学校とイギリスのラグビー校を目指して熊本洋学校設立に参加し、全教科を一人で教えることとなった。最初の頃キリスト教については言及しなかったが、三年目に、毎週土曜日に自宅で聖書研究会を始めた。

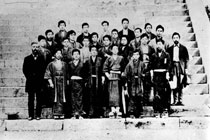
同志社に転じた熊本洋学校の学生たち（1877年秋）

この参加者の中からキリストを信じるものが起きた。1876年1月30日に洋学校の卒業生のうち約40人が熊本の花岡山に結集して祈祷会を開き、キリスト教を奉じて国のために尽くす決意を宣言する「奉教趣意書」を朗読して、小崎弘道、海老名弾正、金森通倫、宮川経輝、横井時雄、浮田和民、不破唯次郎ら35人が署名した。この出来事が問題になりジェーンズは解任され、洋学校は同年8月に閉鎖された。閉鎖後、ジェーンズの生徒たち30数名は同志社英学校に転校して、これが熊本バンドと呼ばれるキリスト教の源流の一つになる。同志社は1879年に最初の卒業生15人を出すが、全員が熊本洋学校から来た学生であった。
ジェーンズが熊本を離れた直後の1876年10月24日に敬神党の乱が起こった。その暗殺者リストにはジェーンズの名前もあり、辛くも命拾いをしたことになる。
その後大阪英語学校（旧制三高の前身）で英語を教える。ジェーンズは同志社に招聘される予定であったが、体調不良から1877年にアメリカに帰国した。1882年に妻ハリエット(1847-1885)から、夫ジェーンズの日本での不貞行為や暴力、家計費の不足や梅毒の罹患を理由に離婚訴訟を起こされる。ハリエットは帰国時に5番目の子を出産したが、日本にいる頃から夫婦仲は険悪だった。ジェーンズによるとハリエットには子宮脱という持病があり、それが起こると精神的におかしくなっていたという。
1884年に裁判所は離婚請求は認めたものの、子供たちが父親側についたこともあって、父親としてふさわしくないというハリエット側の言い分には証拠がないとして、子供たちの親権は上の二人は父親、下の幼い三人は母親と分けられることになった。ハリエットの父親が宗教界で知られた存在だったこともあって、この離婚騒動によってジェーンズの米国クリスチャン界隈での評価は急落した。判決後ハリエットは3人の子供を連れてシカゴの両親のところに身を寄せたが、1885年12月30日に脳出血により自宅で急死した。スカッダー家では不幸が続き、1890年にはハリエットの妹ケイティが結核で死亡、1892年にはハリエットの弟ヘンリー・マーチン・スカッダー・ジュニア（1853-1892）が再婚して間もない新妻の母親を殺した容疑で逮捕され、獄中自殺した。ジェーンズとハリエットの次男ロイスは、供述書で、ハリエットの死にもヘンリーが関与していたのではないかとほのめかした。

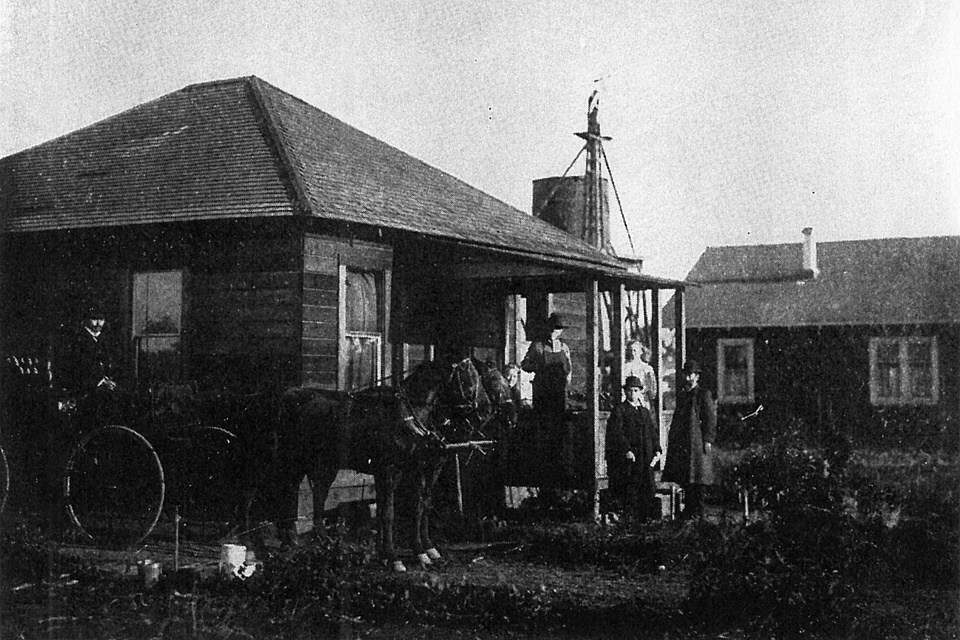
サンノゼ近郊のジェーンズ邸
（1908年、右端は海老名弾正）

経済的に苦しくなったジェーンズはかつての教え子横井時雄らの斡旋で再来日する。来日直前に再婚した妻フロラを連れて16年ぶりに来日し、お雇い外国人として1893年から1899年まで京都第三高等学校と鹿児島尋常中学校造士館で英語を教える。講演で同志社を訪れたときには学生たちに向かって「わが友よ（My friends）」、宣教師に対しては「わが敵よ（My enemies）」と呼びかける一幕もあったという。
在日中、1894年にはフロラとの子フィルが、1898年にはアイリスが誕生した。
ジェーンズは1899年に帰国し、米国では不遇な晩年を送った。1905年にジェーンズを訪ねた教え子の小崎弘道は、ジェーンズが帰国後、事業に失敗して負債を抱え、サンノゼ近郊のライツ村の山中に身を沈めて一人暮らしをしていることを知り、サンフランシスコから見舞金を送金したのち、帰国後熊本洋学校出身者に寄付を呼び掛けて恩師の借金を完済してやった。1908年には海老名弾正が洋学校出身者から集めた寄付金を持って訪ねたが、翌1909年に入院中のサナトリウムで亡くなった。翌年、浮田和民ら教え子など47名の弔慰金が未亡人のフロラに送られた。

## 回想・評伝
- 『ジェーンズ 熊本回想』 熊本日日新聞社、1991年、抄訳版
- フレッド・G・ノートヘルファー『アメリカのサムライ―L・L・ジェーンズ大尉と日本』
飛鳥井雅道訳、法政大学出版局〈叢書ウニベルシタス〉、1991年